# Sphenomorphus anotus
Sphenomorphus anotus — вид сцинкоподібних ящірок родини сцинкових (Scincidae). Ендемік Папуа Нової Гвінеї.

## Поширення і екологія
Sphenomorphus anotus мешкають в горах на півостровах Папуа і Гуон на сході Нової Гвінеї. Вони живуть в гірських тропічних лісах та на плантаціях.